# 長苗代駅
長苗代駅（ながなわしろえき）は、青森県八戸市長苗代字島ノ前にある、東日本旅客鉄道（JR東日本）八戸線の駅である。

## 歴史
- 1934年（昭和9年）6月1日：開業[2]。
- 1987年（昭和62年）4月1日：国鉄分割民営化により、JR東日本の駅となる[2]。
- 2015年（平成27年）12月1日：本八戸駅の業務委託化による駅長・助役配置廃止に伴い、八戸駅長管理下となる。
- 2024年（令和6年）10月1日：えきねっとQチケのサービスを開始[1][3]。

## 駅構造
単式ホーム1面1線を有する地上駅である。ホームの背後に八戸臨海鉄道線が並走している。
八戸駅管理の無人駅である。入口は国道104号線長苗代跨線橋と線路が交差しており、跨線橋中央部から階段で降りるようになっている。この跨線橋は幹線道路の踏切を解消するため1962年（昭和37年）10月に作られたもので、当時市内では初の陸橋であった。
ホームには待合室と、タッチパネル式自動券売機（オレンジカード対応）が設置されている。この駅を境に長苗代地域は南が上長（旧上長苗代村）、北が下長（旧下長苗代村）となる。

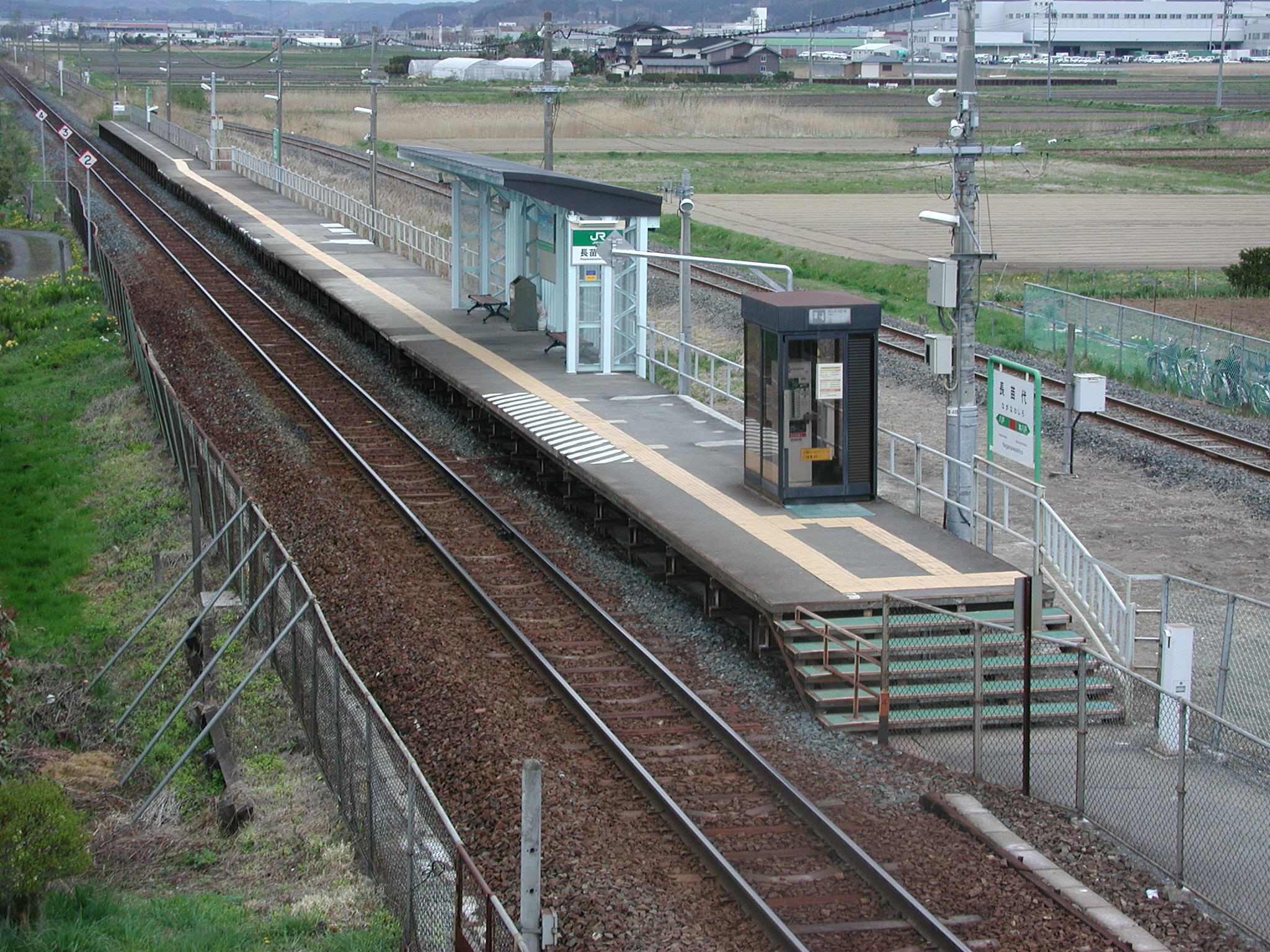
駅全景（2010年5月） 右手を八戸臨海鉄道が並走する。
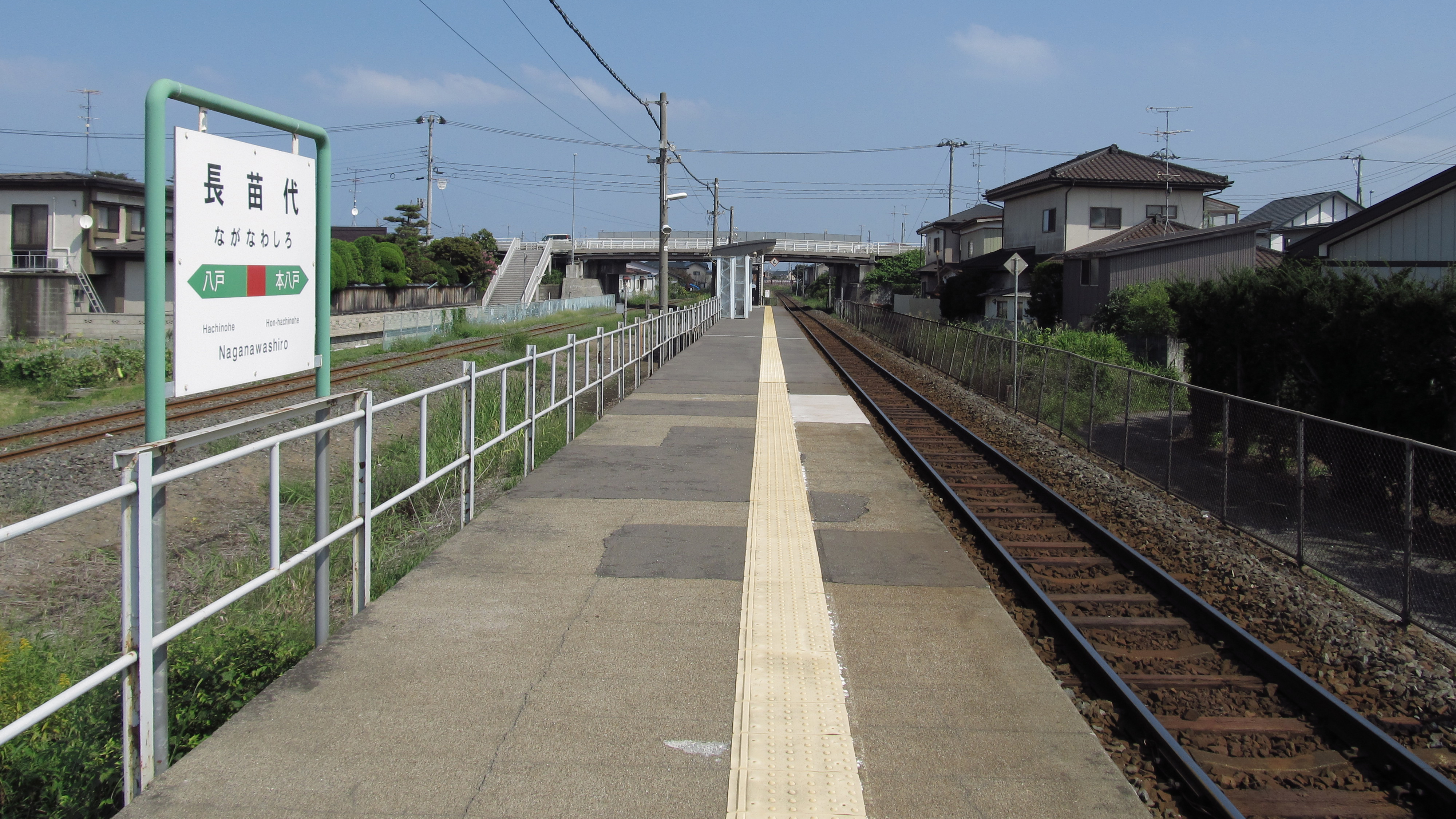
ホーム（2012年9月）

## 駅周辺
- 国道45号（八戸バイパス）
- 国道104号（旧国道45号）
- 国道454号
- 国土交通省東北地方整備局青森河川国道事務所八戸出張所
- 八戸下長簡易郵便局
- 青い森信用金庫下長支店（旧八戸信用金庫店舖）
- サンデー八戸石堂店
- 八戸市立下長小学校
- 馬淵川

## バス路線
「長苗代」停留所にて、以下の路線バスが発着する。
- 八戸市営バス
  - 中心街方面
    - ■ A3：旭ヶ丘営業所（館花下経由、平日夕方1本のみ）
    - □ C5：中心街（八日町）
    - ■ P8：ラピア（バスセンター）
    - ■ S30：旭ヶ丘営業所（吹上経由）

  - 郊外方面
    - ■ K67：ハイテクパーク（※平日のみ運行）
    - ■ K68：多賀台団地
- 南部バス（岩手県北自動車南部支社）
  - 中心街方面
    - 八食200円以下バス：中心街（六日町）
    - ■ P8：八戸（ラピア）（※平日のみ運行）

  - 郊外方面
    - 八食200円以下バス：八食センター
    - ■ K140：五戸（※平日のみ運行）
- 十和田観光電鉄
  - 中心街方面
    - □ C：八戸（三日町）
    - ■ P：ラピア・八戸営業所

  - 郊外方面
    - ■ K：十和田市（元町東）

## 隣の駅
東日本旅客鉄道（JR東日本）
■八戸線
八戸駅 - （八戸貨物駅） - 長苗代駅 - 本八戸駅